# Janete Strazdina
Janete Strazdina (lettisch Žanete Strazdiņa, geb. Ezerose; * 16. Juni 1968 in Lettland) ist eine ehemalige lettische Volleyballnationalspielerin.

## Sportliche Karriere
Strazdina gewann 1986 die Goldmedaille mit der sowjetischen Juniorinnen-Nationalmannschaft bei der Juniorinnen-EM 1986.
Mit 24 Jahren kam Strazdina in die deutsche Liga zum CJD Berlin, mit dem sie als eine von zwei Profispielerinnen 1993 an der Seite von u. a. Grit Naumann und Maike Arlt den Europacup gewann. Hinzu kamen das Double aus dem Gewinn der Deutschen Meisterschaft und des Pokals 1993 und 1994 sowie der Pokalgewinn 1995. Dabei wurde Strazdina von einer Fachjury mehrfach zur besten Angreiferin und Aufschlägerin der deutschen Liga gewählt und wurde 2007 zur zweitbesten Angreiferin und zur fünftbesten Aufschlägerin der Deutschen Liga der letzten 20 Jahre gewählt.
Im Jahr 2000 folgte die 182 cm große Ausnahmespielerin ihrer Kollegin Anita Rosijska trotz hochdotierter Angebote aus Japan und Italien zum VC Zeiler Köniz in die Schweiz, wo sie mehrfach die Meisterschaft und den Pokal gewann und zur besten Spielerin der Liga gewählt wurde. Die Mannschaft legte zwischen 2001 und 2005 eine nationale Serie von über 90 Siegen ein.
2007 beendete die 147-fache Nationalspielerin ihre Karriere endgültig.

## Privates
Strazdina lebt mit ihrem Lebenspartner und ihrer Tochter in der Schweiz.